# 岡山白陵中学校・高等学校
岡山白陵中学校・高等学校（おかやまはくりょう ちゅうがっこう こうとうがっこう）は、岡山県赤磐市勢力に所在し、中高一貫教育を提供する私立中学校・高等学校。
高等学校において、中学校から入学した内部進学の生徒と高等学校から入学した外部進学の生徒との間で、第3学年から混合してクラスを編成する併設混合型中高一貫校。姉妹校に白陵中学校・高等学校（兵庫県高砂市）がある。通称は「岡白（おかはく）」。

## 概要
1976年設立。創立者の三木は沿線で一番乗降客の少ない駅を選んだという。緑に囲まれた落ち着きのある環境も高砂白陵と同様であり、斜面の向かいには吉井川が流れ、霧が立つことがしばしば見られる。
以前は70分授業を実施していたが、2019年度から50分授業に変更した。2020年度からは始業時間が午前9：00からとなった。また、学寮（碧翠寮（男子）、茜寮（高校女子、一部中学女子）や下宿を完備し遠隔地からの生徒を受け入れている。寮生の割合は1割。地元の岡山県だけでなく兵庫県からの通学者も多い。
2012年8月に、旧校舎が取り壊され、約2倍の広さの新校舎が完成した。2021年4月には食堂や技術室、音楽室の距離が遠いことから、テニスコート跡地に南館が完成した。南館には200名強が入ることができる講堂「ミネルヴァホール」もある。旧第一碧翠寮の跡地にテニスコートが整備された。

## 校是
- 教養と節度
- 愛知・究理
- 正明闊達

## 沿革・歴史
- 1976年（昭和51年）2月10日 - 岡山白陵中学校・高等学校開校。
- 1978年（昭和53年） - 家族同伴以外の外食をしてはならないとする生徒規約を破ったとして、下校途中に駅の立ち食いそばを食べた生徒など145人が停学処分[3]。
- 1995年（平成7年） - 管理棟竣工。
- 1998年（平成10年） - 中学定員を1クラス増やし、120名とした。
- 2009年（平成21年） - 中学定員を160名とした。
- 2012年（平成24年） - 新校舎竣工。記念式典。
- 2021年（令和3年） - 南館利用開始。中にはミネルヴァホールなど他校にはない施設が充実している。

## 課業
9月に一般公開される運動会では、中学1年から高校3年までが歩調を揃え行進し、学校長ならびに来賓の前を通過する際に敬礼するなど、上記を通じて、集団行動の大切さならびに最低限の礼儀を教え込むことを目的としている。
高等学校の修学旅行先をロンドンにしている（中学校は東北・北海道）ことや、希望者を交換留学生として米国へ送るなど国際的でもあるが、一時期は国際情勢が悪化したため高等学校の修学旅行の行き先は北海道に変更になっていた。2019年度は行き先がロンドンに戻されたものの、2020年度は新型コロナウイルス感染症の流行によりロンドンから沖縄へ、さらに九州へと変更されたが、感染拡大のため中止となった。2021年度は新型コロナウイルス感染症の流行により中止となった。2022年度は新型コロナウイルスの流行によりロンドンから北海道に変更された。

## 学校行事
- 4月 - 入学式・入寮式、新入生オリエンテーション
- 5月 - 中3修学旅行（東北・北海道）、バス遠足（中学1年、2年、高校1年、3年）
- 6月 - 高2修学旅行（ロンドン→近年は北海道）
- 7月 - 終業式、夏季特別授業（前半）
- 8月 - 夏期休暇、夏季特別授業（後半）
- 9月 - 始業式、文化発表会、運動会（同日同窓会が行われることもある）
- 12月 - 終業式、百人一首大会、冬季特別授業（全学年対象）
- 1月 - 始業式、入学試験（中学）
- 2月 - 入学試験（高校）、マラソン大会、柔道大会
- 3月 - 卒業式、春季特別授業

## 活動
- 全国中学・高校ディベート選手権
  - 中学の部
    - 第12回（2007年）第3位
    - 第13回（2008年）第3位、最優秀指導者賞
    - 第15回（2010年）優勝
    - 第16回（2011年）第3位
    - 第21回（2016年）優勝、ベストディベーター賞、ベストコミュニケーション賞、最優秀指導者賞

  - 高校の部
    - 第18回（2013年）優勝、ベストディベーター賞
    - 第23回（2018年）第3位、ベストコミュニケーション賞

## 部活動

### 運動部
- 卓球部
- 硬式野球部
- 軟式野球部
- バレーボール部
- サッカー部
- バスケットボール部
- 陸上部
- 剣道部
- 柔道部
- テニス部（硬式）

### 文化部
- 新聞部
- ディベート部
- 美術部
- 写真部
- 放送部
- 図書部
- 科学部（COM班）
- 科学部（実験班）
- 音楽部
- 演劇部
- 合唱部
- 将棋同好会

## 著名な出身者
- 治山正史 - はるやま商事社長
- 三木谷浩史（途中転出） - 楽天グループ創業者
- 宮道治朗 - フジテレビプロデューサー
- 南部志穂 - CBCアナウンサー
- 村上正泰 - 評論家・山形大学大学院医学系研究科医療政策学講座教授・元財務官僚
- 友寄隆英 - テレビ朝日エグゼクティブディレクター
- 山本雪乃 - テレビ朝日アナウンサー
- 西村栄美 - 東京大学医科学研究所老化再生生物学分野教授
- 横山久芳 - 学習院大学法学部教授
- 諸國沙代子（中学のみ） - 読売テレビアナウンサー
- 岡真臣 - 防衛省防衛審議官
- 阿部圭史 - 衆議院議員

## 最寄駅
- JR山陽本線：熊山駅

## 姉妹校
- 白陵中学校・高等学校（兵庫県高砂市）
- Northern Valley Regional High School（英語: Northern Valley Regional High School at Old Tappan）（アメリカニュージャージー州）